# Mordella defectiva
Mordella defectiva is een keversoort uit de familie spartelkevers (Mordellidae). De wetenschappelijke naam van de soort is voor het eerst geldig gepubliceerd in 1859 door Francis Walker.